# Amber Hill
Amber Hill – wieś w Anglii, w hrabstwie Lincolnshire, w dystrykcie Boston. Leży 36 km na południowy wschód od Lincoln i 167 km na północ od Londynu.